# Peter Ruckman

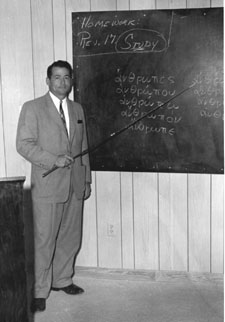
Peter Ruckman

Peter Sturges Ruckman (Wilmington, Delaware, 19 november 1921 – Pensacola, Florida, 21 april 2016) was een Amerikaanse baptist, voorganger van de Bible Baptist Church en oprichter van het Pensacola Bible Institute, beide in Pensacola.
Als aanhanger van de 'King James Only'-beweging stond Ruckman op het standpunt dat de King James Bijbelvertaling een 'laatste openbaring' was, het laatste bewaarde woord van God. Ruckmans opvatting wordt vaak Ruckmanisme genoemd en de aanhangers ervan Ruckmanieten.

## Levensloop
Ruckman was een zoon van kolonel John Hamilton Ruckman (1888-1966) en een kleinzoon van generaal John Wilson Ruckman (1858-1921). Ruckman groeide op in Topeka, in de staat Kansas.
Hij stond toen nog niet bekend als religieus. Hij zou in een "droomwereldje" leven, waarbij hij veel naar de film ging en veelvuldig las. Hij ging naar de Kansas State University. Als student dronk en rookte hij en las hij pornografie. Hij behaalde een bachelor-diploma aan de Universiteit van Alabama.
Ruckman ging in 1944 het Amerikaanse leger in als tweede luitenant, met de verwachting in actie te sterven. Hij trouwde gedurende de oorlog met een niet-christelijke vrouw met wie hij een kind kreeg. Na de oorlog koos hij ervoor als vrijwilliger bij de bezettingstroepen in Japan te dienen, in plaats van naar zijn vrouw terug te keren.
Nadat hij werken las van Hegel, Schopenhauer, Nietzsche en andere filosofen kwam hij tot de conclusie dat hij geen antwoorden op het leven zou vinden in de westerse filosofie. Hij keerde hen de rug toe en verdiepte zich gedurende zijn verblijf in Japan in theosofie, hindoeïsme en bovenal zenboeddhisme. Hij sprak van "de ervaring van nirwana, die het zenboeddhisme samadhi noemt, de scheiding van de geest van het lichaam." Het moet een spiritueel intensieve en verwarrende periode zijn geweest. Hij zou 'als de duivel' geleefd hebben en in staat geweest zijn door meditatie de geest uit het lichaam te laten treden. Maar daarmee zou hij naar eigen zeggen demonen de kans gegeven hebben zijn lichaam te betreden. 
Ruckman keerde dan ook "ongemakkelijk, onrustig en vol demonen" terug naar de Verenigde Staten. Daar was hij overdag diskjockey en 's avonds drumde hij in verschillende bands. Hij leefde een ongebalanceerd leven met veel alcohol. Hij bracht zijn vrouw zo ver dat zij als danseres in een groep ging optreden. Hij werd depressief en neigde tot zelfdoding. In die tijd begon Ruckman stemmen te horen, naar eigen zeggen vooral die van God. Het bracht hem ertoe met een jezuïetenpriester te praten over een mogelijke toetreding tot de Rooms-Katholieke Kerk. Op 14 maart 1949 bekeerde Ruckman zich tot het christendom na een gesprek met evangelist Hugh Pyle. Ruckman ging vervolgens naar de Bob Jones Universiteit, waar hij een mastersgraad en doctoraat in theologie behaalde.
Na jaren van zijn vrouw vervreemd te zijn, scheidden zij in 1959. Hij hertrouwde in 1972, scheidde wederom en trouwde een derde maal in 1989. Uit zijn drie huwelijken zijn in totaal tien kinderen voortgekomen.
Ruckman werd voorganger van de Bible Baptist Church in Pensacola. Net als zijn vader toonde Peter Ruckman al vroeg in zijn leven artistiek talent. Hij illustreerde zijn preken vaak met wit en gekleurd krijt. In 1965 richtte hij het Pensacola Bible Institute op, deels als gevolg van onenigheid met andere instellingen over de te gebruiken Bijbelvertalingen. Ruckman bleef lesgeven aan een zondagsschoolklas en nam deel aan andere kerkgerelateerde activiteiten tot april 2015, toen hij op 93-jarige leeftijd met pensioen ging.

## Geloofsovertuiging
Ruckman was volgens David G. Burke een "King James Only" gelovige. Ruckman zei dat de King James-versie van de Bijbel ("KJV") de "Authorized Version" ("AV") was die "een geavanceerde openbaring" verschafte die verder zou gaan dan waarneembaar is in de onderliggende Griekse tekst, de Textus Receptus. Hij was overtuigd dat de KJV het definitieve gezag had in alle zaken van geloof en praktijk. Ruckman geloofde dat elke uitgave van de bijbel die niet gebaseerd was op de tekst van de KJV ketters was en ertoe kon leiden dat iemand niet alleen de kracht van zijn getuigenis, maar zelfs zijn leven zou kunnen verliezen.
Ruckman maakte onderscheid tussen de Textus Receptus van de KJV en de kleinere aantallen manuscripten van het Alexandrijnse teksttype, dat ten grondslag ligt aan de meeste moderne nieuwtestamentische versies. Ruckman karakteriseerde de aanhangers van deze versies als leden van de Alexandrijnse sekte, die geloven dat de originele door God geïnspireerde handschriften verloren waren gegaan en dat er daarom "waar dan ook op deze aarde geen definitieve, absolute schriftelijke autoriteit van God" meer is. Ruckman geloofde ook dat de Septuagint een bedrog was van de "Alexandrijnse sekte" onder leiding van de kerkvader Origenes Adamanteus (als onderdeel van zijn Hexapla) in de 3e eeuw na Christus, met als doel het geloof in de integriteit van de Bijbel te ondermijnen.
Ruckmans standpunt over het exclusieve gezag van de KJV werd fel bestreden door veel aanhangers van de Bijbelse onfeilbaarheid, waaronder ondertekenaars van de Chicagoverklaring over de onfeilbaarheid van de Bijbel, die specifiek ontkennen dat de afwezigheid van de originele handschriften leidt tot aantasting van enig essentieel onderdeel van het christelijk geloof en dat deze afwezigheid de bewering van de Bijbelse onfeilbaarheid ongeldig of irrelevant zou maken. De meerderheid van degenen die de King James Only-beweging steunen, verwerpen het standpunt van Ruckman dat de Engelse KJV superieur is aan bestaande Hebreeuwse en Griekse manuscripten, en ze bekritiseren ook Ruckman omdat zijn geschriften zo bitter zouden zijn.

Op de website over Ruckmans gedachtegoed wordt opgemerkt dat hoewel sommigen zijn geschriften gemeen en bijtend noemen, "wij ernaar verwijzen als 'waarheid met zelfvertrouwen'". Volgens Beacham en Bauder is Ruckman zonder enige twijfel de meest bijtende en beledigende onder de King James-Only aanhangers. James R. White stelt in zijn boek The King James Only Controversy dat Ruckman vrijmoedig noemen een ironisch eufemisme is. 'Bijtend' zou te mild zijn; opgeblazen iets preciezer. Volgens White was Ruckman ongetwijfeld briljant, maar op een vreemde manier. Zijn denkkracht zou in zijn boeken duidelijk blijken, hoewel de meeste mensen niet de moeite zullen nemen om ver genoeg door te lezen om dit te kunnen herkennen, vanwege de constante stroom van beledigingen in de tekst. En toch trekken Ruckmans spot en zelfvertouwen veel mensen naar zijn standpunt toe. In de woorden van Ruckman zelf:
God riep me om achter deze typemachine te gaan zitten en AZIJN, ZUUR, VITRIOOL EN SCHOONMAAKVLOEISTOF uit te gieten over de leidende conservatieve en fundamentalistische geleerden van 1900 tot 1990.
Ruckman was een uitgesproken racist, hij verklaarde ooit dat hij zich bij de Ku Klux Klan zou hebben aangesloten als deze niet antisemitisch was geweest, omdat hij "het eens is met al het andere dat ze zeggen".